# Premio Ubaldo Matildo Fillol
El Premio Ubaldo Matildo Fillol fue el título otorgado desde el año 2008 hasta el 2014 a los arquero de fútbol menos goleados de la Primera División de Argentina.
Dicha distinción fue creada por el legendario portero argentino Ubaldo Matildo Fillol y a partir del Clausura 2009, el premio fue oficializado por la Asociación del Fútbol Argentino (AFA). De todos los ganadores Agustín Orión de Boca Juniors fue el que menos goles recibió y quien mejor promedio obtuvo; y Marcelo Barovero es quien más veces lo ha ganado, con un total de 4, 2 con el Club Atlético Vélez Sarsfield y 2 con el Club Atlético River Plate.

## Normativa
Para poder optar al trofeo los guardametas debían haber disputado catorce partidos, o más, durante el campeonato de Liga. Solo se computaron aquellos encuentros en los que el guardameta permanecía en juego durante sesenta minutos, como mínimo.
La clasificación del Premio Ubaldo Matildo Fillol se establecía, una vez finalizada la temporada, según el cociente obtenido al dividir el total de goles recibidos por cada guardameta, por el número de partidos disputados encuentros que se le computaron. Dicho cociente se obtiene hasta la fracción centesimal, clasificándose en primera posición el poseedor del promedio numéricamente inferior, y sucesivamente, en orden creciente.
En caso de igualdad de promedios, se clasificaba primero al guardameta que haya disputado mayor cantidad de encuentros. En caso de no haber diferencia, los afectados quedaban clasificados a la par. Por ello, el Premio Ubaldo Matildo Fillol podría haber sido ganado por más de un aspirante.

## Lista de todos los ganadores
Arqueros menos batidos de y desde 2008 ganadores del Premio Ubaldo Matildo Fillol
| Torneo                | Portero                | Equipo                      | Partidos | Goles | Promedio |
| --------------------- | ---------------------- | --------------------------- | -------- | ----- | -------- |
| Apertura 2008         | Gastón Sessa           | Gimnasia y Esgrima La Plata | 17       | 14    | 0,82     |
| Clausura 2009         | Germán Montoya         | Vélez Sarsfield             | 19       | 13    | 0,68     |
| Apertura 2009         | Cristian Lucchetti     | Banfield                    | 19       | 9     | 0,47     |
| Clausura 2010         | Nelson Ibáñez          | Godoy Cruz                  | 19       | 14    | 0,73     |
| Apertura 2010         | Marcelo Barovero       | Vélez Sarsfield             | 19       | 9     | 0,47     |
| Clausura 2011         | Marcelo Barovero       | Vélez Sarsfield             | 19       | 17    | 0,89     |
| Apertura 2011         | Agustín Orion (récord) | Boca Juniors                | 19       | 6     | 0,31     |
| Clausura 2012         | Nicolás Cambiasso      | All Boys                    | 18       | 11    | 0,61     |
| Torneo Inicial 2012   | Agustín Marchesín      | Lanús                       | 19       | 10    | 0,49     |
| Torneo Final 2013     | Juan Carlos Olave      | Belgrano                    | 18       | 13    | 0,72     |
| Torneo Inicial 2013   | Marcelo Barovero       | River Plate                 | 17       | 11    | 0,65     |
| Torneo Final 2014     | Geronimo Rulli         | Estudiantes                 | 19       | 11    | 0,57     |
| Primera División 2014 | Marcelo Barovero       | River Plate                 | 18       | 12    | 0,67     |

## Palmarés

### Por jugador
Marcelo Barovero es el futbolista que en mayor número de ocasiones finalizó un torneo como el arquero menos vencido con un total de 4.

| Trofeos | Jugadores          |
| ------- | ------------------ |
| 4       | Marcelo Barovero   |
| 1       | Agustín Orión      |
| 1       | Juan Carlos Olave  |
| 1       | Gastón Sessa       |
| 1       | Cristian Lucchetti |
| 1       | Nelson Ibáñez      |
| 1       | Germán Montoya     |
| 1       | Nicolás Cambiasso  |
| 1       | Agustín Marchesín  |
| 1       | Gerónimo Rulli     |

### Por clubes
| Trofeos | Equipos                     |
| ------- | --------------------------- |
| 3       | Vélez Sarsfield             |
| 2       | River Plate                 |
| 1       | Boca Juniors                |
| 1       | Belgrano                    |
| 1       | Gimnasia y Esgrima La Plata |
| 1       | Banfield                    |
| 1       | Godoy Cruz                  |
| 1       | All Boys                    |
| 1       | Lanús                       |
| 1       | Estudiantes de La Plata     |